# Pronunciamento (terminologia política)

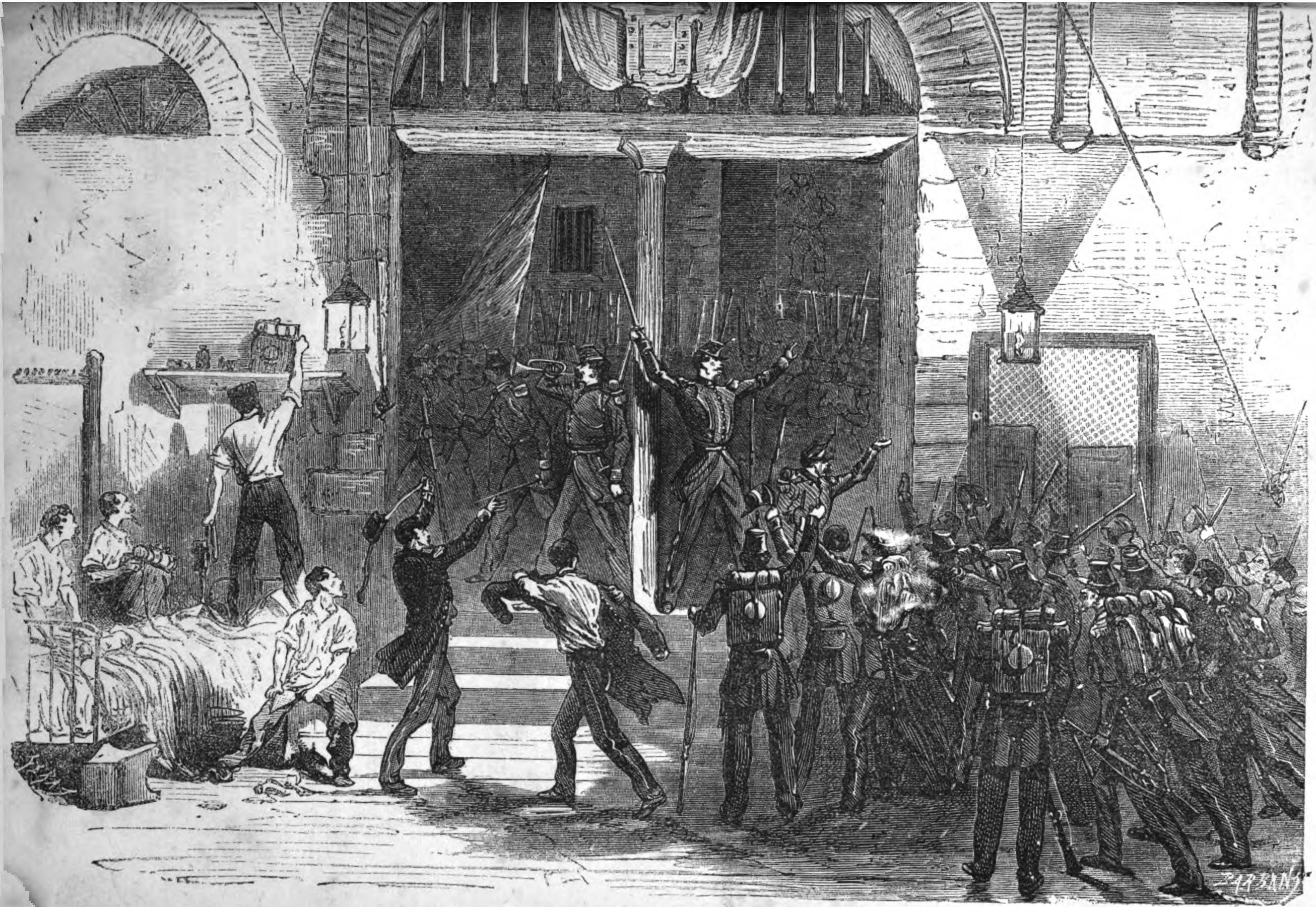
Pronunciamento em Lisboa.

Um pronunciamento (em espanhol, pronunciamiento) é uma forma de revolta militar ou golpe de Estado, peculiar aos países de língua espanhola e portuguesa, característico do século XIX, no qual um chefe militar ou um grupo de oficiais declara, através de um manifesto, a sua recusa a obedecer ao governo.

## Conceito
Considera-se que, num golpe de Estado convencional, uma facção rebelde que controla  alguns elementos das forças armadas toma o controle do Estado mediante um movimento repentino, organizado e executado furtivamente. Já no caso de um pronunciamento, um grupo de oficiais militares declara publicamente sua oposição ao governo instituído (isto é, o chefe de governo e seu gabinete), que pode ter sido eleito legalmente ou produto de um golpe de Estado anterior. Os rebeldes esperam então que o restante das forças armadas se declarem a favor ou contra o governo instituído. Em geral, um pronunciamiento é precedido de um período de preparação, durante o qual os rebeldes sondam quantos oficiais compartilham seus pontos de vista e estão dispostos a aderir ao movimento. Não há luta armada; se não houver apoio à rebelião, os organizadores   deverão  abandonar o país, retirando-se das forças armadas, ou serão presos.  Porém, se a maior parte das forças armadas se declararem a favor do pronunciamento, então o governo deve renunciar. Há quem compare o pronunciamento a uma  moção de censura, prevista no parlamentarismo:  a diferença seria que, no pronunciamento,  a moção de censura é apresentada pelas forças armadas, e não pelos legisladores.

## Exemplos
Um pronunciamento de sucesso foi em setembro de 1868, a rebelião contra a rainha Isabel II de Espanha, liderada pelos generais Prim e Serrano.
Outro pronunciamento importante foi a revolta do general José Sanjurjo contra a Segunda República Espanhola em 1932, conhecida como "Sanjurjada", embora esta não tenha sido bem-sucedida e envolveu o exílio do seu líder.
No México, onde tais pronunciamentos eram frequentemente muito pormenorizados, formais e publicados, eram chamados "planos".